# Nikolaj Grin'ko
Nikolaj Grigor'evič Grin'ko (in russo Николай Григорьевич Гринько?, in ucraino Микола Григорович Гринько?, Mykola Hryhorovyč Hryn'ko; Cherson, 22 maggio 1920 – Kiev, 10 aprile 1989) è stato un attore sovietico ucraino.

## Biografia
È soprattutto conosciuto in ambito cinematografico per essere stato uno dei più frequenti collaboratori, in veste di attore, del regista sovietico Andrej Tarkovskij. Accreditato come Nikolaj Grinko, partecipò ai film del regista sin dall'esordio nel lungometraggio L'infanzia di Ivan, del 1962, poi in Andrej Rublëv, del 1966; negli anni settanta recitò in Solaris (1972), Lo specchio (1975) e Stalker (1979). Morì a Kiev, nella RSS Ucraina, nell'aprile del 1989, a 68 anni.

## Filmografia
- Sjužet dlja nebol'šogo rasskaza, regia di Sergej Jutkevič (1969)
- Stalker (Сталкер), regia di Andrej Tarkovskij (1979)